# Ancylus
Die Gattung Ancylus gehört zur Familie der Tellerschnecken (Planorbidae) und ist eine in mehreren Arten im Gebiet der westlichen Paläarktis in Fließgewässern und Seen vorkommende Gattung der Süßwasserschnecken. Sie ist durch eine mützen- oder napfförmige Schale ausgezeichnet und misst adult maximal etwa 11 mm Schalenlänge.
Die Gattung Ancylus war die namengebende Gattung für die inzwischen als systematische Kategorie aufgelöste Familie der Ancylidae (ehemalige „Familie der Flussmützenschnecken“). Die mit Abstand bekannteste Art der Gattung ist die Flussmützenschnecke Ancylus fluviatilis, die als einzige auch in Mitteleuropa verbreitet ist. Die übrigen Vertreter der Gattung und auch die Gattung Ancylus selbst tragen keine traditionellen deutschen Namen.

## Biologie
Mit Abstand am besten untersucht ist die Biologie der Art Ancylus fluviatilis.

## Verbreitung
Die Gattung Ancylus ist mehr oder weniger kontinuierlich über weite Teile Europas (einschließlich einiger Atlantikinseln) bis zum Kaspischen Meer und zur transkaukasischen Region, in einigen Gebieten Nord- und Nordostafrikas sowie in einigen isolierten Gebieten in Südarabien und Turkestan verbreitet.
Der Ancylussee (ein ehemaliger Süßwassersee als Vorgängerstadium der heutigen Ostsee) hat seinen Namen nach dem fossil häufigen Vorkommen der Art Ancylus fluviatilis.

## Systematik
Die äußere Systematik ist unter Planorbidae erläutert. Danach ist Ancylus nach derzeitiger Erkenntnis ein monophyletisches Taxon und gehört zusammen mit weiteren Gattungen (Ferrissia, Gundlachia, Laevapex, Hebetancylus) zur Tribus Ancylini.
Die innere Systematik der Gattung Ancylus und auch die Abgrenzung gegenüber anderen Gattungen ist trotz vieler morphologischer und molekulargenetischer Untersuchungen noch nicht gesamthaft gelöst. Vor allem im 19. und 20. Jahrhundert sind weit über 100 unterschiedliche Namen an die verschiedenen Formen dieser äußerlich sehr variablen Gattung vergeben worden, die aber seit der morphologisch-taxonomischen Revision von Hubendick (1970) als kontinuierlich ineinander übergehende Formengruppe bezeichnet werden. Molekulargenetische Untersuchungen zeigten, dass auch innerhalb der (bislang vermeintlich einheitlichen) Art Ancylus fluviatilis mindestens vier hoch divergente genetische Linien zu finden sind, die auf Basis der genetischen Distanzen einen jeweils eigenen Artstatus haben müssen, allerdings nomenklatorisch bislang nicht benannt sind.
Die folgende Einteilung in sieben Arten folgt weitgehend einer traditionellen Konzeption und ist erst partiell molekulargenetisch überprüft. Drei der Arten leben endemisch im Ohridsee auf der Balkanhalbinsel. Deren molekulargenetische Stellung untereinander und zu anderen Arten der Gattung Ancylus ist näher analysiert worden: Danach ist die Abspaltung von den übrigen Arten vor über zwei Millionen Jahren erfolgt. Zwei weitere Arten leben endemisch auf den atlantischen Inseln der Azoren und Madeira; wie lange deren Abspaltung von den übrigen Ancylus-Arten zurückliegt, ist noch unbekannt.
- Ancylus aduncus A.A.Gould, 1847, eine auf Madeira endemische Art
- Ancylus fluviatilis O. F. Müller, 1774, die (Gemeine) Flussmützenschnecke, die über weite Teile Europas und auch angrenzender Gebiete (Marokko, Hoggar-Gebirge, Tunesien, Jemen und westliches Saudi-Arabien) verbreitet ist. Diese morphologisch und wohl auch ökophysiologisch vielgestaltige „Art“ ist als Artengruppe zu interpretieren, die nach molekulargenetischen Untersuchungen allein im europäischen Verbreitungsbereich aus mindestens vier deutlich getrennten Arten zusammengesetzt ist.
- Ancylus lapicidus Hubendick, 1960, eine im Ohridsee lebende endemische Art
- Ancylus regularis Brown, 1973, eine im Hochland von Äthiopien bis über 2000 m über Meer vorkommende Art[6]
- Ancylus scalariformis Stankovic & Radoman, 1953, eine im Ohridsee lebende endemische Art
- Ancylus striatus Quoy & Gaimard, 1834, eine auf den Azoren lebende endemische Art
- Ancylus tapirulus Polinski, 1929, eine im Ohridsee lebende endemische Art.